# Kanadische Medientheorie
In der Kanadischen Medientheorie oder auch Torontoschule oder Kanadische Schule sind Autoren zusammengefasst, die hauptsächlich in Kanada, im 20. Jahrhundert und teilweise vor der Institutionalisierung auf dem Gebiet der Medientheorie geforscht und sich wechselseitig beeinflusst haben. Der bekannteste Vertreter ist Marshall McLuhan, zur Kanadischen Medientheorie zählen auch Eric A. Havelock, Harold A. Innis, George Grant, Derrick de Kerckhove sowie Walter J. Ong und Jack Goody.
Die Kanadischen Medientheorie sieht Kommunikation eng an die Körper der Kommunikationsteilnehmer gekoppelt. Sie geht dabei zumeist von einem Paradigmenwechsel beim historischen Auftreten neuer Medientechnologien aus (z. B. Buchdruck, Radio, Fernsehen). Bei Marshall McLuhan führt das zum Zusammenfallen von Nachricht und Medium: Das Medium ist die Botschaft.
Arthur Kroker fasste die Wirkungen von Innis, McLuhan und Grant im Vorwort seines The Canadian Mind erstmals als „kanadischen Diskurs“ über Technologie zusammen. 
Sie ist im deutschen Sprachraum nicht unumstritten; so bezieht Norbert Bolz sich häufig und explizit auf McLuhan (vgl. Gutenberg-Galaxis), während Friedrich Kittler zwar die „technische Direktheit“ des Medienbegriffs der Kanadischen Medientheorie annimmt, aber den „erzkatholischen Medienkult“ McLuhans ablehnt.

## Schriften
- Harold Innis: The bias of communication. Toronto 1951.
- Marshall McLuhan: The Gutenberg Galaxy. London 1962 Deutsche Ausgabe: Die Gutenberg-Galaxis. Das Ende des Buchzeitalters. Bonn u. a. 1995.
- Eric Havelock: Preface To Plato. A History of the Greek Mind. The Belknap Press of Harvard University Press, Cambridge/London 1963 (englischsprachige Rezension, Archiv-Version).
- Marshall McLuhan: Understanding Media: The Extensions of Man. 1964. Deutsche Ausgabe: Die magischen Kanäle. ‚Understanding Media‘. Econ, Düsseldorf u. a. 1992.
- Eric Havelock: The Muse Learns to Write. Yale University Press, New Haven/London 1986. Deutsche Ausgabe: Als die Muse schreiben lernte. Frankfurt am Main 1992.